# Jose Sebastian Thekkumcherikunnel
Jose Sebastian Thekkumcherikunnel (ur. 24 grudnia 1962 w Kalaketty) – indyjski duchowny rzymskokatolicki, biskup Jalandharu od 2025. 

## Życiorys
Święcenia kapłańskie przyjął 1 maja 1991 roku i został inkardynowany do diecezji Jalandhar.

### Episkopat
7 czerwca 2025 papież Leon XIV mianował go biskupem diecezji Jalandhar. Sakry udzielił mu 12 czerwca 2025 metropolita Delhi, arcybiskup Anil Couto. 